# Línea H1 (EMT Madrid)
La línea H1 (a efectos de numeración interna, 481) de la empresa municipal de autobuses de Madrid une el intercambiador multimodal de Vallecas-Sierra de Guadalupe con el Hospital Infanta Leonor.

## Características
Es la primera y única línea de la EMT de Madrid de la subred de líneas a hospitales, ya que está pensada para servir de lanzadera entre el Hospital Infanta Leonor y la estación multimodal más cercana. Por este motivo la línea es gratuita, aunque los viajeros que no tengan abono deben pedir un justificante al subir.
Aunque existen otras líneas parecidas, cuyo único cometido es unir un hospital con el resto de la red (como las del Ramón y Cajal o el servicio especial SE709), esta es la única que usa el prefijo «H» en el nombre y la única de este tipo que es gratuita.

### Frecuencias
| Lunes a viernes laborables   |               |
| De 7:00 a 8:00               | 6-15 minutos  |
| De 8:00 a 14:00              | 5-6 minutos   |
| De 14:00 a 21:00             | 8-11 minutos  |
| De 21:00 a 23:00             | 10-18 minutos |
| Sábados, domingos y festivos |               |
| De 7:00 a 23:00              | 17-22 minutos |

## Recorrido y paradas
La línea H1 empieza su recorrido en las dársenas del área intermodal de la Avenida de la Democracia, al lado de la estación de Vallecas / Sierra de Guadalupe. Desde aquí, pasando bajo el puente de la vía del tren se dirige por dicha avenida hacia el hospital.

### Sentido Hospital Infanta Leonor
| Código | Denominación EMT                         | Denominación completa                    | Ubicación                                   | Líneas de la parada            | Metro / Cercanías            |
| ------ | ---------------------------------------- | ---------------------------------------- | ------------------------------------------- | ------------------------------ | ---------------------------- |
| 1027   | Sierra Guadalupe                         | Av.Democracia-Sierra Guadalupe           | Avenida de la Democracia Nº1                | 54 58 103 130 142 143 E H1 T31 | Sierra de Guadalupe Vallecas |
| 4693   | Sierra Guadalupe                         | Jesús del Pino-Sierra de Guadalupe       | Calle Jesús del Pino Nº32                   | 130 H1 T31                     |                              |
| 51184  | Sierra de Guadalupe                      | Av.Democracia-Sierra Guadalupe           | Avenida de la Democracia Nº2                | E H1                           |                              |
| 4105   | Hospital Infanta Leonor-Urgencias        | Hospital Infanta Leonor-Urgencias        | Calle Provisional Hospital Vallecas Dos Nº5 | H1                             |                              |
| 4061   | Hospital Infanta Leonor-Acceso Principal | Hospital Infanta Leonor-Acceso Principal | Calle Provisional Hospital Vallecas Dos Nº5 | H1                             |                              |
| 4062   | Hospital Infanta Leonor                  | Hospital Infanta Leonor-Cons.Externas    | Calle Provisional Hospital Vallecas Dos Nº6 | H1                             |                              |

### Sentido Sierra de Guadalupe
El recorrido es igual pero en sentido contrario, con 2 excepciones:
1. No pasa bajo el puente de la vía del tren
2. No pasa por la calle Jesus del Pino

| Código | Denominación EMT                  | Denominación completa                 | Ubicación                                       | Líneas de la parada            | Metro / Cercanías            |
| ------ | --------------------------------- | ------------------------------------- | ----------------------------------------------- | ------------------------------ | ---------------------------- |
| 4062   | Hospital Infanta Leonor           | Hospital Infanta Leonor-Cons.Externas | Calle Provisional Hospital Vallecas Dos Nº6     | H1                             |                              |
| 4105   | Hospital Infanta Leonor-Urgencias | Hospital Infanta Leonor-Urgencias     | Calle Vial Interno Hospital Infanta Leonor S/Nº | H1                             |                              |
| 1027   | Sierra Guadalupe                  | Av.Democracia-Sierra Guadalupe        | Avenida de la Democracia Nº1                    | 54 58 103 130 142 143 E H1 T31 | Sierra de Guadalupe Vallecas |